# Campeonato de W Series de 2021
O Campeonato de W Series de 2021 foi a segunda temporada do campeonato da W Series, categoria de monopostos de nível Fórmula 3 com participação exclusivamente feminina. A segunda temporada deveria ter sido realizada em 2020, porém foi cancelado por conta da pandemia de COVID-19.
Jamie Chadwick, campeã em 2019 conseguiu revalidar o título, na última prova de 2021. A também britânica Alice Powell foi a vice-campeã da temporada com a finlandesa Emma Kimiläinen terminando em terceiro na tabela.

## Pilotos
As 12 pilotos com melhor classificação em 2019 asseguraram uma vaga na edição seguinte, deixando 8 vagas em aberto. 40 pilotos candidataram ao programa de seleção mas apenas 14 participaram no evento em setembro de 2019. No final foram anunciadas as 18 pilotos (mais 5 de reserva) selecionadas para participar da temporada de 2020, e por conta do cancelamento do campeonato tiveram suas inscrições estendidas para 2021. As seguintes pilotos e equipes compõem a grelha atual para a temporada de 2021 da W Series. Todas as equipes usam pneus Hankook e dirigem dois carros Tatuus–Alfa Romeo F3 T-318 mecanicamente idênticos com duas pilotos.
| Equipe               | N.º | Pilotos           | Classe | Etapas |
| -------------------- | --- | ----------------- | ------ | ------ |
| Puma W Series Team   | 3   | Gosia Rdest       | E      | 1–2    |
| Puma W Series Team   | 19  | Marta García      |        | Todas  |
| Puma W Series Team   | 20  | Caitlin Wood      | E      | 4–5    |
| Puma W Series Team   | 49  | Abbi Pulling      | E      | 3, 6–8 |
| Bunker Racing        | 5   | Fabienne Wohlwend |        | Todas  |
| Bunker Racing        | 37  | Sabré Cook        |        | Todas  |
| Écurie W             | 7   | Emma Kimiläinen   |        | Todas  |
| Écurie W             | 44  | Abbie Eaton       |        | Todas  |
| Sirin Racing         | 11  | Vicky Piria       |        | Todas  |
| Sirin Racing         | 54  | Miki Koyama       |        | Todas  |
| M. Forbes Motorsport | 17  | Ayla Ågren        |        | Todas  |
| M. Forbes Motorsport | 95  | Beitske Visser    |        | Todas  |
| Racing X             | 21  | Jessica Hawkins   |        | Todas  |
| Racing X             | 27  | Alice Powell      |        | Todas  |
| Scuderia W           | 22  | Belén García      |        | Todas  |
| Scuderia W           | 26  | Sarah Moore       |        | Todas  |
| W Series Academy     | 3   | Gosia Rdest       | E      | 5      |
| W Series Academy     | 32  | Nerea Martí       |        | Todas  |
| W Series Academy     | 51  | Irina Sidorkova   |        | 1–6    |
| W Series Academy     | 20  | Caitlin Wood      | E      | 7–8    |
| Veloce Racing        | 55  | Jamie Chadwick    |        | Todas  |
| Veloce Racing        | 97  | Bruna Tomaselli   |        | Todas  |
| Source:              |     |                   |        |        |

| N.º | Pilotos       |
| --- | ------------- |
| 3   | Gosia Rdest   |
| 20  | Caitlin Wood  |
| 31  | Tasmin Pepper |
| 49  | Abbi Pulling  |
| 99  | Naomi Schiff  |

| Ícone | Classe    |
| ----- | --------- |
| E     | Estreante |

Notas
1. ↑  Wohlwend é uma piloto do Liechtenstein que compete com licença da Suíça.[12]
2. ↑  Sidorkova foi inscrita para a ronda de Spa-Francorchamps mas teve anular a inscrição devido a um teste positivo à COVID-19. Foi substituída por Gosia Rdest.[13]

## Resultados
Foi anunciado em 12 de novembro de 2020 que o campeonato seria formado por oito rodadas, todas realizadas como eventos de apoio ao Campeonato de Fórmula 1. Um calendário provisório foi revelado em 8 de dezembro de 2020.
| Nº | Circuito                     | Datas         | Pole Position   | Volta mais rápida | Vencedor        | Equipe        |
| -- | ---------------------------- | ------------- | --------------- | ----------------- | --------------- | ------------- |
| 1  | Red Bull Ring                | 26 de junho   | Alice Powell    | Alice Powell      | Alice Powell    | Racing X      |
| 2  | Red Bull Ring                | 3 de julho    | Jamie Chadwick  | Jamie Chadwick    | Jamie Chadwick  | Veloce Racing |
| 3  | Silverstone Circuit          | 17 de julho   | Alice Powell    | Alice Powell      | Alice Powell    | Racing X      |
| 4  | Hungaroring                  | 31 de julho   | Jamie Chadwick  | Jamie Chadwick    | Jamie Chadwick  | Veloce Racing |
| 5  | Circuit de Spa-Francorchamps | 28 de agosto  | Jamie Chadwick  | Emma Kimiläinen   | Emma Kimiläinen | Ecurie W      |
| 6  | Circuit Zandvoort            | 4 de setembro | Emma Kimiläinen | Alice Powell      | Alice Powell    | Racing X      |
| 7  | Circuit of the Americas      | 23 de outubro | Abbi Pulling    | Alice Powell      | Jamie Chadwick  | Veloce Racing |
| 8  | Circuit of the Americas      | 24 de outubro | *               | Jamie Chadwick    | Jamie Chadwick  | Veloce Racing |

*Na última etapa, o grid foi definido conforme a sessão de qualificação da sétima corrida, já que eram no mesmo fim de semana. Entretanto, ocorreu uma inversão de entre os pilotos que largaram na mesma fila. Sendo assim, que fez a pole position na primeira corrida, larga na posição dois na segunda corrida e quem fez o segundo tempo largaria na primeira posição. Isso para o resto do grid também.

## Classificação
Pontuação
| Posição | 1º | 2º | 3º | 4º | 5º | 6º | 7º | 8º | 9º | 10º |
| Pontos  | 25 | 18 | 15 | 12 | 10 | 8  | 6  | 4  | 2  | 1   |

| Pos. | Piloto            | RBR1 | RBR2 | SIL | HUN | SPA | ZAN | COA1 | COA2 | Pontos |
| ---- | ----------------- | ---- | ---- | --- | --- | --- | --- | ---- | ---- | ------ |
| 1    | Jamie Chadwick    | 6    | 1    | 3   | 1   | 2   | 2   | 1    | 1    | 159    |
| 2    | Alice Powell      | 1    | 8    | 1   | 2   | 4   | 1   | 3    | 6    | 132    |
| 3    | Emma Kimiläinen   | 13   | 3    | 4   | 6   | 1   | 3   | 2    | 3    | 108    |
| 4    | Nerea Martí       | 7    | 7    | 5   | 3   | 8   | 4   | 8    | 8    | 61     |
| 5    | Sarah Moore       | 2    | 4    | 7   | 15  | 13  | 9   | 7    | 4    | 56     |
| 6    | Fabienne Wohlwend | 3    | 10   | 2   | Ret | 7   | 16  | 9    | Ret  | 42     |
| 7    | Abbi Pulling      | NP   | NP   | 8   | NP  | NP  | 7   | 4    | 2    | 40     |
| 8    | Beitske Visser    | 12   | 11   | 6   | 5   | NL  | 12  | 5    | 5    | 38     |
| 9    | Irina Sidorkova   | 8    | 2    | 14  | 4   | NP  | 13  | NP   | NP   | 34     |
| 10   | Belén García      | 4    | 9    | 17  | 8   | 14  | 8   | 12   | 7    | 28     |
| 11   | Jessica Hawkins   | 16   | 16   | 16  | 10  | 6   | 5   | 6    | 15   | 27     |
| 12   | Marta García      | Ret  | 12   | 12  | 7   | 3   | 18  | 15   | NL   | 21     |
| 13   | Abbie Eaton       | 15   | 6    | 9   | 13  | 10  | 6   | Ret  | NL   | 19     |
| 14   | Miki Koyama       | 5    | 18   | Ret | 12  | 9   | 10  | 10   | 12   | 14     |
| 15   | Bruna Tomaselli   | 11   | 5    | 11  | 9   | 15  | 17  | 17   | 11   | 12     |
| 16   | Caitlin Wood      | NP   | NP   | NP  | 17  | 5   | NP  | 13   | 10   | 11     |
| 17   | Ayla Ågren        | 10   | 14   | 15  | 11  | NL  | 15  | 16   | 9    | 3      |
| 18   | Gosia Rdest       | 9    | 17   | NP  | NP  | 16  | NP  | NP   | NP   | 2      |
| 19   | Vicky Piria       | Ret  | 15   | 10  | 16  | 12  | 11  | 14   | 14   | 1      |
| 20   | Sabré Cook        | 14   | 13   | 13  | 14  | 11  | 14  | 11   | 13   | 0      |
| Pos. | Piloto            | RBR1 | RBR2 | SIL | HUN | SPA | ZAN | COA1 | COA2 | Pontos |